# Lý Cửu Long
Lý Cửu Long (tiếng Trung: 李九龙; bính âm: Lǐ Jiǔlóng; tháng 3 năm 1929 – 19 tháng 11 năm 2003) là một thượng tướng Quân đội Giải phóng Nhân dân (PLA). Ông là Ủy viên Ban Chấp hành Trung ương Đảng Cộng sản Trung Quốc lần thứ 12, 13 và 14. Ông là đại biểu của Đại hội đại biểu nhân dân toàn quốc lần thứ IX.

## Tiểu sử
Lý Cửu Long sinh ra ở Phong Nhuận, Hà Bắc, vào tháng 3 năm 1929. Ông nhập ngũ vào Bát lộ quân tháng 8 năm 1945,  gia nhập Đảng Cộng sản Trung Quốc vào tháng 12 cùng năm.
Ngày 19 tháng 11 năm 2003, ông qua đời vì bạo bệnh tại Bắc Kinh, hưởng thọ 74 tuổi. Ông được thăng quân hàm trung tướng vào tháng 9 năm 1988 và thượng tướng vào tháng 5 năm 1994.